# Stereolithic
Stereolithic (titolo stilizzato come STER3OL1TH1C) è l'undicesimo album in studio del gruppo musicale alternative rock statunitense 311, pubblicato nel 2014.

## Tracce
1. Ebb and Flow – 3:24 (Nick Hexum, Doug "SA" Martinez, Chad Sexton, Aaron "P-Nut" Wills, Scott Ralston)
2. Five of Everything – 3:51 (Hexum, Martinez, Ralston)
3. Showdown – 3:48 (Hexum, Martinez, Ralston)
4. Revelation of the Year – 4:11 (Hexum, Martinez, Ralston, Tim Mahoney)
5. Sand Dollars – 3:19 (Hexum, Ralston)
6. Boom Shanka – 3:05 (Hexum, Martinez, Ralston, Wills)
7. Make It Rough – 3:22 (Hexum, Martinez)
8. The Great Divide – 4:05 (Hexum, Martinez, Ralston, Mahoney, Wills, Sexton)
9. Friday Afternoon – 4:12 (Hexum, Gabriel Weiner)
10. Simple True – 4:12 (Hexum, Martinez, Ralston, Wills)
11. First Dimension – 3:22 (Hexum, Martinez, Ralston, Wills, Sexton)
12. Made in the Shade – 3:23 (Hexum, Ralston, Wills, Sexton)
13. Existential Hero – 4:00 (Hexum, Martinez, Ralston, Wills, Sexton)
14. The Call – 3:27 (Hexum, Martinez, Ralston, Tim Pagnotta)
15. Tranquility – 3:48 (Hexum)
16. Hidden Track – 2:31

## Formazione
- Nick Hexum - voce, chitarra
- SA Martinez - voce, scratches
- Chad Sexton - batteria, percussioni
- Tim Mahoney - chitarra
- Aaron "P-Nut" Wills - basso

## Classifiche
| Classifica (2014) | Posizione raggiunta |
| ----------------- | ------------------- |
| Stati Uniti       | 6                   |